# بریژیت انگرر
بریژیت انگرر (فرانسوی: Brigitte Engerer‎; فرانسوی: [ɑ̃ɡəʁɛʁ]؛ ۲۷ اکتبر ۱۹۵۲ – ۲۳ ژوئن ۲۰۱۲) یک نوازنده پیانو اهل فرانسه بود.
او فراگیری پیانو را از سن ۴ سالگی آغاز کرد. در ۱۱ سالگی به «کنسرتوار پاریس» راه یافت و از شاگردان «لوست دِکاو» شد. سپس به کنسرواتوار دولتی چایکوفسکی مسکو رفت و ۹ سال در روسیه ماند تا آموزه‌های خود را تکمیل کند.
در سال ۱۹۸۰ میلادی و به دعوت هربرت فون کارایان، نوازندهٔ پیانو در ارکستر فیلارمونیک برلین شد و بعدها تک‌نواز پیانو در «ارکستر سمفونی بوستون»، «فیلارمونیک نیویورک» و «ارکستر پاریس» (به رهبری دانیل بارنبویم) گردید.
بریژیت انگرر از برندگان «رقابت‌های لون-تیبو-کرسپن»، «رقابت‌های چایکوفسکی» (در مسکو) و «رقابت‌های ملکه الیزابت بلژیک» و همچنین از دارندگانِ نشان شوالیهٔ لژیون دونور بود.